# Radinov

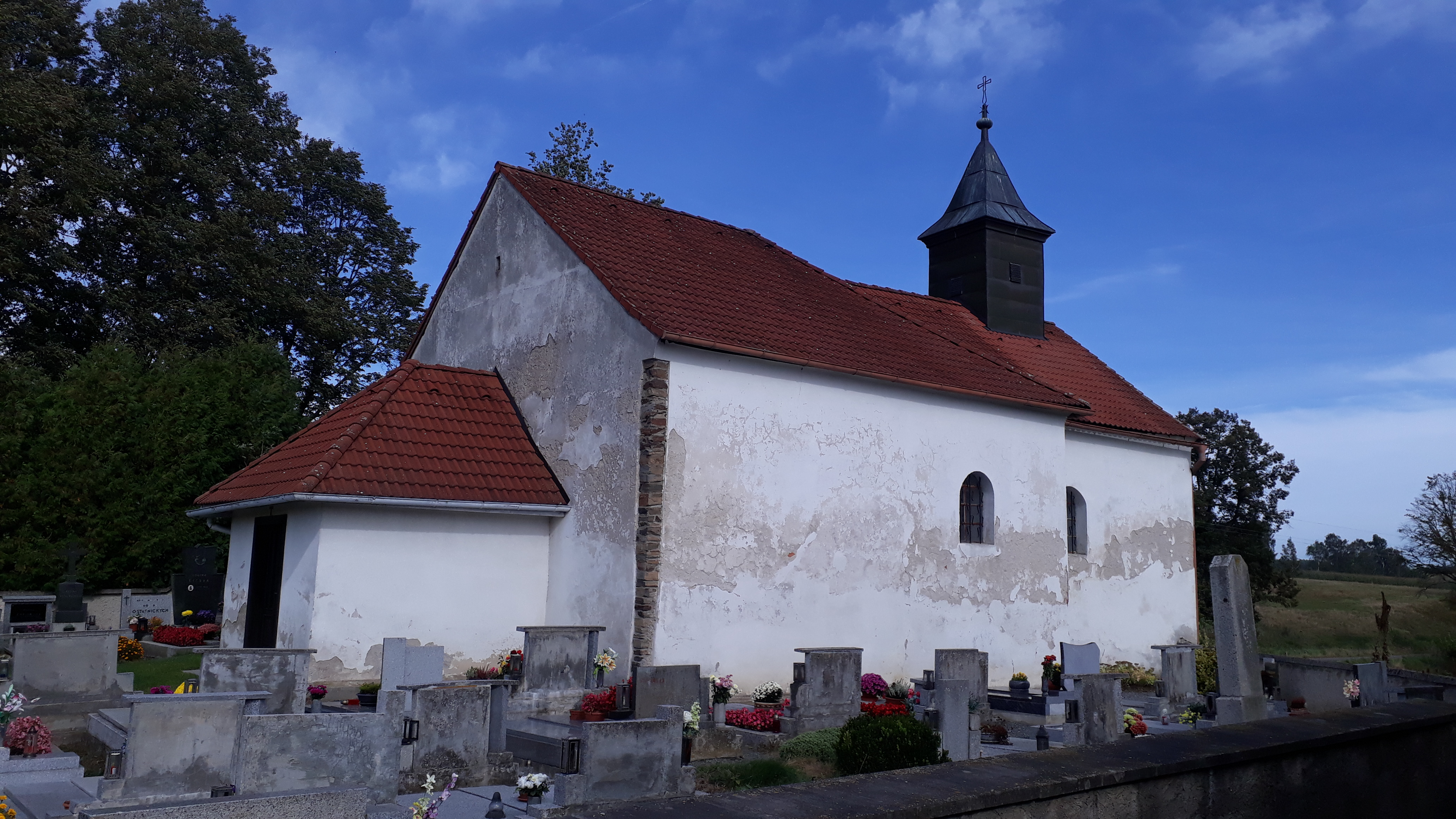
Bartholomäuskirche

Radinov (deutsch Radenau, auch Radenow) ist eine Einschicht der Gemeinde Chrtníč in Tschechien. Sie liegt vier Kilometer westlich von Habry und gehört zum Okres Havlíčkův Brod.

## Geographie
Radinov befindet sich rechtsseitig des Baches Radinovka in der Hornosázavská pahorkatina (Hügelland an der oberen Sázava). Im Nordosten erhebt sich die Horní bahna (Spitzfeld; 501 m n.m.).
Nachbarorte sind Hrbolka und Okrouhlík im Norden, Kobylí Hlava und Chrtníč im Nordosten, Habry im Osten, Kysibl, Mlýn Kysibl und Lubno im Südosten, Sázavka im Süden, Štěpánov im Südwesten, Leština u Světlé im Westen sowie Nová Ves u Leštiny und Kamenná Lhota im Nordwesten.

## Geschichte
Der Legende nach soll Radoňov im Jahre 1101 durch einen gewissen Radon gegründet worden sein. Dieser soll während der Machtkämpfe nach der Ermordung des Herzogs Břetislav II. die deutschen Söldner mit einer List aus der Gegend um Habry verjagt haben und von Bořivoj II. für seine Tapferkeit mit einem Landstück belohnt worden sein, auf dem er einen Hof Radonuv dvur bzw. Radonov anlegte. 
Wahrscheinlich in der ersten Hälfte des 13. Jahrhunderts entstanden das Dorf und die Feste Radoňov. Die Kirche wurde um 1250 bei der Feste als Adelskirche errichtet. Im Jahre 1327 besaß Slavibor von Radoňov die Feste. Seit 1350 ist eine Plebanie in Radoňov nachweislich. Ab 1359 gehörte Radoňov zur Burg Chlum. Die letzte Erwähnung der Feste und des Dorfes stammt aus dem Jahre 1417, als Jan von Chlum das Gut erbte. Radoňov erlosch während der Hussitenkriege, das Dorf und die Feste wurden vermutlich im Januar 1422 während der Schlacht bei Habern zerstört. 
Im Jahre 1462 bestand Radoňov aus zwei einzelnen Bauerngütern, das Dorf und die Feste wurden nicht mehr genannt. An der Stelle des wüsten Dorfes wurde später ein Meierhof angelegt.
Im Jahre 1840 bestand die im Caslauer Kreis gelegene und nach Chrtnitz konskribierte Ansiedlung Radenau bzw. Radoniow aus der öffentlichen Kapelle des hl. Bartholomäus, einem herrschaftlichen Meierhof und einer Mühle. Pfarrort war Habern. Bis zur Mitte des 19. Jahrhunderts blieb Radenau der Herrschaft Goltsch-Jenikau untertänig.
Nach der Aufhebung der Patrimonialherrschaften bildete Radinov ab 1849 eine Ansiedlung der Gemeinde Chrtníč im Gerichtsbezirk Habern. Ab 1868 gehörte der Ort zum Bezirk Časlau. Der Hof Radinov verblieb bis zur Bodenreform von 1920/21 im Besitz der Grundherrschaft Golčův Jeníkov. 1949 wurde Radinov dem Okres Chotěboř zugeordnet. Seit der Gebietsreform von 1960 gehört Radinov zum Okres Havlíčkův Brod.

## Ortsgliederung
Radinov ist Teil des Katastralbezirkes Chrtníč.

## Sehenswürdigkeiten
- Frühgotische Filialkirche des hl. Bartholomäus, sie wurde wahrscheinlich im 13. Jahrhundert errichtet und war seit 1350 als Pfarrkirche nachweislich. Um die Kirche befindet sich ein Friedhof.